# Ammotrecha enriquei
Ammotrecha enriquei är en spindeldjursart som beskrevs av Armas och Rolando Teruel 2005. Ammotrecha enriquei ingår i släktet Ammotrecha och familjen Ammotrechidae. Inga underarter finns listade i Catalogue of Life.